# Kebab Connection
Kebab Connection és una comèdia turco-alemanya estrenada el 2005, l'acció de la qual transcorre a Hamburg. Els personatges principals són interpretats per Denis Moschitto i Nora Tschirner, i fou dirigida per Anno Saul amb guió de Fatih Akın entre d'altres. Ha estat doblada al català.
La pel·lícula fou l'escollida per inaugurar la VII edició del festival de cinema alemany de Madrid.

## Argument
L'Ibo (Denis Moschitto), un jove de família turca, idolatra a Bruce Lee i vol arribar a ser el director de la primera pel·lícula alemanya de Kung Fu. Sense experiència però amb molta imaginació, grava el primer anunci del "King of Kebab", la botiga de döner-kebab del seu oncle. L'aunuci, una impressionant paròdia plena d'arts marcials, s'emet al cinema del barri, fent que la botiga aconsegueixi un èxit espaterrant, encara que ell segueix sense aconseguir que ningú li financiï la seva pel·lícula. Però un bon dia, la seva promesa alemanya, la Titzi, li anuncia que està embarassada. Les tensions entre ells dos i amb el seu pare creixen. El pare de l'Ibo està furiós perquè el seu fill ha ignorat el seu més que repetit mantra: "pots sortir amb una noia alemanya, però no la pots deixar embarassada". El seu pare el fa fora de casa perquè la mare del seu futur net no és turca i, a més, l'Ibo té pànic a ser pare i haver de canviar bolquers, així que la Titzi el deixa. Només li queden els seus col·legues i els anuncis, però tampoc en aquests temes les coses marxen excessivament bé.

## Repartiment
- Denis Moschitto com l'Ibo
- Nora Tschirner com la Titzi
- Hasan Ali Mete com l'oncle Ahmet, propietari del King of Kebab.
- Güven Kiraç com a Mehmet, pare de l'Ibo.
- Adnan Maral com el Kirianis, propietari de la taverna grega.
- Tatjana Velimirov com l'Stella
- Nursel Köse com la Hatice, mare de l'Ibo.
- Romina Fütterer com l'Ayla, la germana de l'Ibo.
- Marion Martienzen com la Marion, mare de la Titzi.
- Emanuel Bettencourt com a Sifu
- Paul Faßnacht com el productor de cinema.
- Phillip José Steinfatt com el cap dels gàngsters.
- Kida Khodr Ramadan com l'Özgür, gangster.
- Paula Paul com la Nadine
- Badasar Calbiyik com a Montana
- Cem Akin com l'Altan
- Hakan Orbeyi com el Kerem
- Adam Bousdoukos com a Valid, treballador del King of Kebab.
- Pheline Roggan com a Punkerin
- Fahri Yardim com a Lefty
- Sibel Kekilli com la noia italiana.
- Artemio Tensuan com a Bruce Lee
- Theresa Seo com a Dang Hon Pan Li
- Numan Acar com l'espadatxí
- Ferhad Kara com la periodista.
- Simon Beaugrand com el forner
- Ramin Haskan com a Ibo de petit.

## Premis i nominacions
El lloc web de la pel·lícula fou nominada el 2005 al premi Grimme Online que atorga el Grimme Institut amb seu a Marl, Rin del Nord-Westfàlia.

## Crítica
- "Comèdia una mica superficial però en el fons simpàtica i atractiva"[6]